# Előszállás megállóhely
Előszállás megállóhely egy Fejér vármegyei megállóhely, melyet a MÁV üzemeltet Előszállás településen.
A belterület északkeleti szélén helyezkedik el, a 61-es főút és a Daruszentmiklósra vezető 62 123-as számú mellékút között; utasforgalmi területei közvetlenül a főút felől közelíthetők meg.
A megállóhelyet érintő vonalszakaszon jelenleg nincs személyszállítás.

## Vasútvonalak
A megállóhelyet az alábbi vasútvonalak érintik:
- Pusztaszabolcs–Paks-vasútvonal

## Kapcsolódó állomások
A vasúti megállóhelyhez az alábbi állomások vannak a legközelebb:
- Mezőfalva vasútállomás (Pusztaszabolcs vasútállomás, Pusztaszabolcs–Paks-vasútvonal)
- Dunaföldvár vasútállomás (Paks vasútállomás, Pusztaszabolcs–Paks-vasútvonal)

## Forgalom
A megállóhelyen és a rajta áthaladó vasútvonal egy szakaszán a személyszállítást 2009. december 13-án leállították.